# Народный музей хлеба (Киев)
Народный музей хлеба — музей в Киеве. Относится к Национальному эколого-натуралистическому центру учащейся молодёжи Министерства образования и науки Украины. В музее собрано свыше 2000 экспонатов, которые рассказывают об истории хлеба, его значении для человека, происхождении основных зерновых культур (ржи, пшеницы, кукурузы, ячменя и других).

## Экспозиция
Школьники города Киева собрали свыше шестидесяти караваев из разных уголков Украины, обрядовые выпечки, грузинский лаваш, еврейскую мацу. Кроме того, экспонаты посвящены поэтам, писавшим о хлебе, учёным-селекционерам, которые вывели новые сорта пшеницы, в музее имеется более ста образцов сельскохозяйственных культур, старинные ступы и жернова.
Свыше 150 караваев можно увидеть в экспозиции «Хлеб — всему голова». Также здесь можно увидеть хлеб из России, Белоруссии, Казахстана, Узбекистана, Туркменистана, Грузии, Армении, Киргизии, Латвии, Литвы и даже из Франции и других стран мира. В музее собрано свыше 100 экспонатов разных сельскохозяйственных культур: пшеницы, ржи, овса, ячменя. В экспозиции музея имеются космический белый и чёрный хлеб, подаренный космонавтом, дважды Героем Советского Союза П. Р. Поповичем.
В экспозиции музея также рассказывается о голоде, который разразился на территории СССР в 1930-х годах. В данном музее те события представлены как трагедия украинского народа.
В экспозиции значительное место отведено рассказу о военных годах (1941—1945) и о периоде восстановления. 
В Музее хлеба сделан акцент на отображении истории развития хлеборобства на территории современной Украины, экспозиции предан национальный оттенок.
Фонд музея насчитывает свыше 2000 экспонатов.

## Научно-просветительская работа
В 2006 году исполнилось 25 лет со дня основания Народного музея хлеба.
За этот период в музее побывали свыше 1,5 миллиона посетителей. Ежегодно экспозицию посещают свыше пятнадцати тысяч учащихся. Дважды здесь побывал Леонид Кучма, оставили свои записи в книге отзывов депутаты разных рангов, дипломаты, учёные, писатели и космонавт Леонид Каденюк. На базе музея ежегодно проводятся семинары учителей, студентов, педагогических работников внешкольных учебных заведений, всеукраинские конкурсы «Хлеб глазами детей», «Хлеб моей Батькивщины» и др. Работники музея часто ездят по сёлам, собирают экспонаты, записывают рассказы хлеборобов.